# Pasi Poljana
Pasi Poljana (izvirno srbsko Паси Пољана) je naselje v Srbiji, ki upravno spada pod Občino Niš; slednja pa je del Niškega upravnega okraja.

## Demografija
V naselju živi 1663 polnoletnih prebivalcev, pri čemer je njihova povprečna starost 37,1 let (36,6 pri moških in 37,5 pri ženskah). Naselje ima 616 gospodinjstev, pri čemer je povprečno število članov na gospodinjstvo 3,47.
To naselje je, glede na rezultate popisa iz leta 2002, večinoma srbsko, a v času zadnjih 3 popisov je opazen porast števila prebivalcev.
|  |

| Demografija | Demografija     | Demografija     |
| Leto        | Št. prebivalcev | Št. prebivalcev |
| ----------- | --------------- | --------------- |
|             |                 |                 |
|             |                 |                 |
|             |                 |                 |
|             |                 |                 |
| 1948        | 891             |                 |
| 1953        | 969             |                 |
| 1961        | 1050            |                 |
| 1971        | 1217            |                 |
| 1981        | 1471            |                 |
| 1991        | 1705            | 1695            |
| 2002        | 2166            | 2139            |
|             |                 |                 |

| Etnična sestava po popisu iz leta 2002 | Etnična sestava po popisu iz leta 2002 | Etnična sestava po popisu iz leta 2002 | Etnična sestava po popisu iz leta 2002 | Etnična sestava po popisu iz leta 2002 |
| -------------------------------------- | -------------------------------------- | -------------------------------------- | -------------------------------------- | -------------------------------------- |
| Srbi                                   | Srbi                                   |                                        | 2.076                                  | 97,05%                                 |
| Jugoslovani                            | Jugoslovani                            |                                        | 9                                      | 0,42%                                  |
| Črnogorci                              | Črnogorci                              |                                        | 7                                      | 0,32%                                  |
| Bolgari                                | Bolgari                                |                                        | 5                                      | 0,23%                                  |
| Makedonci                              | Makedonci                              |                                        | 2                                      | 0,09%                                  |
| Hrvati                                 | Hrvati                                 |                                        | 1                                      | 0,04%                                  |
| Muslimani                              | Muslimani                              |                                        | 1                                      | 0,04%                                  |
| Neznano                                | Neznano                                |                                        | 6                                      | 0,28%                                  |